# Monardia
Monardia is een muggengeslacht uit de familie van de galmuggen (Cecidomyiidae).

## Soorten
- M. abnormis Mamaev, 1963
- M. adentis (Jasschhof, 1998)
- M. antennata (Winnertz, 1870)
- M. atra (Meigen, 1804)
- M. canadensis Felt, 1926
- M. furcifera Mamaev, 1963
- M. kollari (Winnertz, 1870)
- M. lignivora (Felt, 1907)
- M. magna Edwards, 1938
- M. magnifica (Mamaev, 1963)
- M. misella (Mamaev, 1993)
- M. modesta (Williston, 1896)
- M. monilicornis (Zetterstedt, 1838)
- M. multiarticulata Felt, 1914
- M. obsoleta Edwards, 1938
- M. pediculata (Mamaev, 1993)
- M. recta (Mamaev, 1993)
- M. stirpium Kieffer, 1895
- M. toxicodendri (Felt, 1907)
- M. ulmaria Edwards, 1938
- M. yasumatsui Yukawa, 1967